# Сорочий Брід
Сорочий Брід — зупинний пункт (до 2021 проміжна станція 5-го класу) Київської дирекції Південно-Західної залізниці (Україна), розміщена на дільниці Фастів I — Київ-Волинський між зупинними пунктами Снітинка (відстань — 3 км) і Вишняки (3 км). Відстань до ст. Фастів I — 8 км, до ст. Київ-Волинський — 49 км.

## Історія
Під час повстання на Правобережній Україні під проводом Семена Палія у 1690—1704 роках отамани Сороченко і Хмуренко проклали нелегальний перехід на підконтрольну царському (московському) уряду територію, якою доставлялась зброя, набої, поранені (Хмурине—Сорочий Брід)[джерело?]. У середині XVIII століття на Рутці поруч сучасної станції було невелике поселення, яке в результаті епідемії чуми спустошене і спалене[джерело?]. Під час І світової війни, у 1915 році встановлено додаткову колію і стрілку[джерело?].
Станція Сорочий Брід відкрита 1925 року. З 1925 по 1964 рік Сорочий Брід — важлива транспортна сполука для жителів сіл Червона Мотовилівка, Дубинка, Мотовилівська Слобідка, Велика Снітинка, Велика Офірна, Кощіївка, Вишняки.
З 12 лютого 2019 року наказом Веприцького Р.С. станція переведена на денний режим роботи (з 8 до 20 год).
З 3 серпня 2021 року наказом Мироновича А.В. станція припиняє своє існування, бокові колії демонтуються, і стає просто зупинним пунктом, та частиною перегону Мотовилівка - Фастів I.

## Опис
Зупинний пункт розташований на території Фастівської міської громади, за 2 км на захід від Мотовилівської Слобідки, за 2 км на південь від Вишняків. Неподалік станції розміщені садово-дачні ділянки. Має дві платформи берегового типу. Біля зупинного пункту встановлено два пам'ятники радянським солдатам, які захищали Сорочий Брід у липні 1941 року.

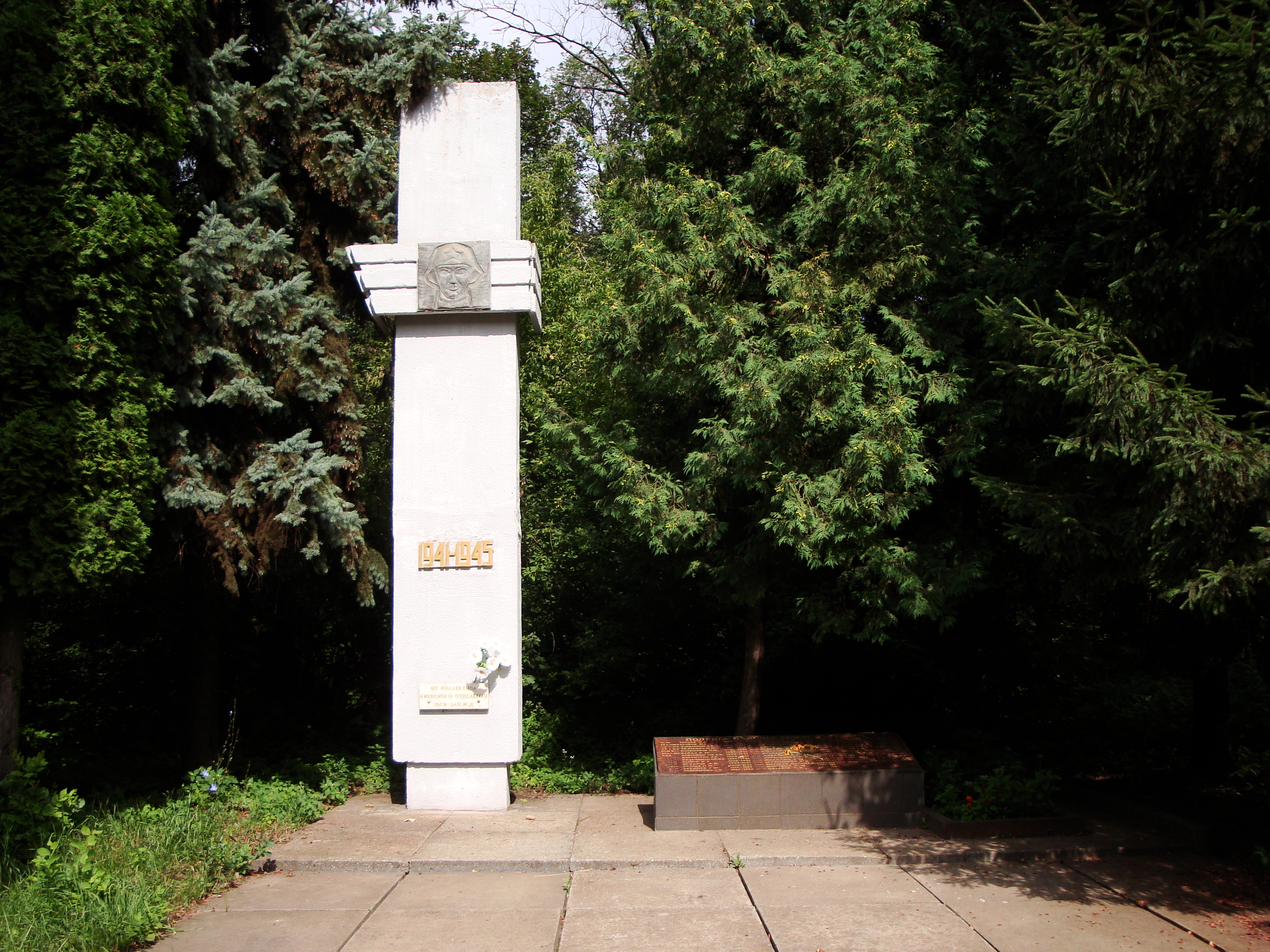
Пам'ятник на станції Сорочий Брід